# Parque Nacional Ivvavik

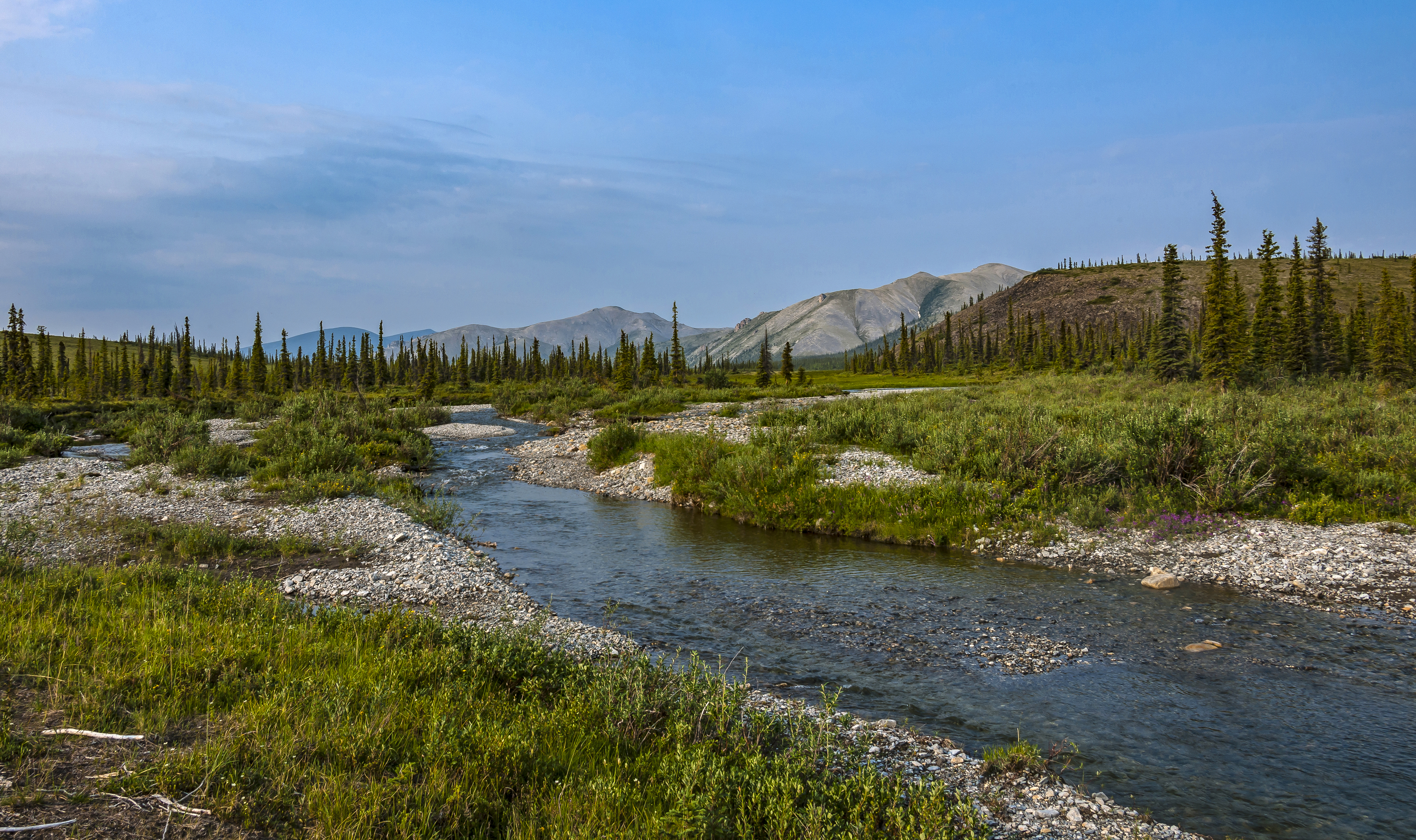
Parque Nacional Ivvavik

O Parque Nacional Ivvavik é um parque nacional canadense localizado no território de Yukon. Localiza-se no extremo sudoeste do território e seu significado na língua dos povos Inuit é "lugar de nascimento".